# Tripterospermum brevilobum
Tripterospermum brevilobum là một loài thực vật có hoa trong họ Long đởm. Loài này được D. Fang mô tả khoa học đầu tiên năm 2001.